# Balan (Ain)
Balan település Franciaországban, Ain megyében. Lakosainak száma 2878 fő (2022. január 1.). Balan Béligneux, Bressolles, Dagneux, Niévroz, Saint-Maurice-de-Gourdans, Villette-d’Anthon és Jons községekkel határos.

## Népesség
A település népességének változása:
| Lakosok száma | 732  | 1197 | 1534 | 2332 | 2498 | 2997 | 2684 | 2513 | 2647 | 2878 |
|               | 1968 | 1982 | 1999 | 2006 | 2011 | 2015 | 2017 | 2018 | 2020 | 2022 |